# César Manrique Cabrera
César Manrique Cabrera (24 d'abril de 1919 - 25 de setembre de 1992) va ser un artista i arquitecte canari. Va compaginar la seva obra amb la defensa dels valors mediambientals de les Canàries, i va buscar l'harmonia entre l'art i la natura com a espai creatiu. Va obtenir, entre d'altres, el Premi Mundial d'Ecologia i Turisme i el Premi Europa Nostra.

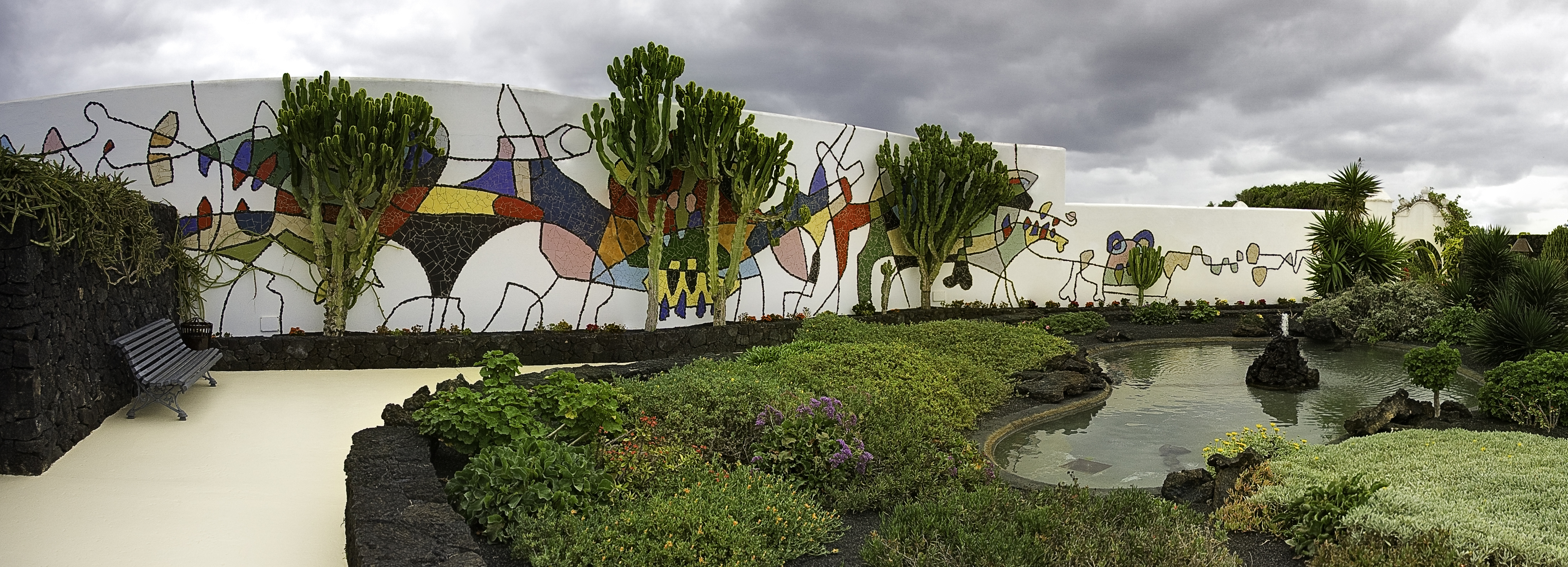
Mosaic de César Manrique

## Biografia

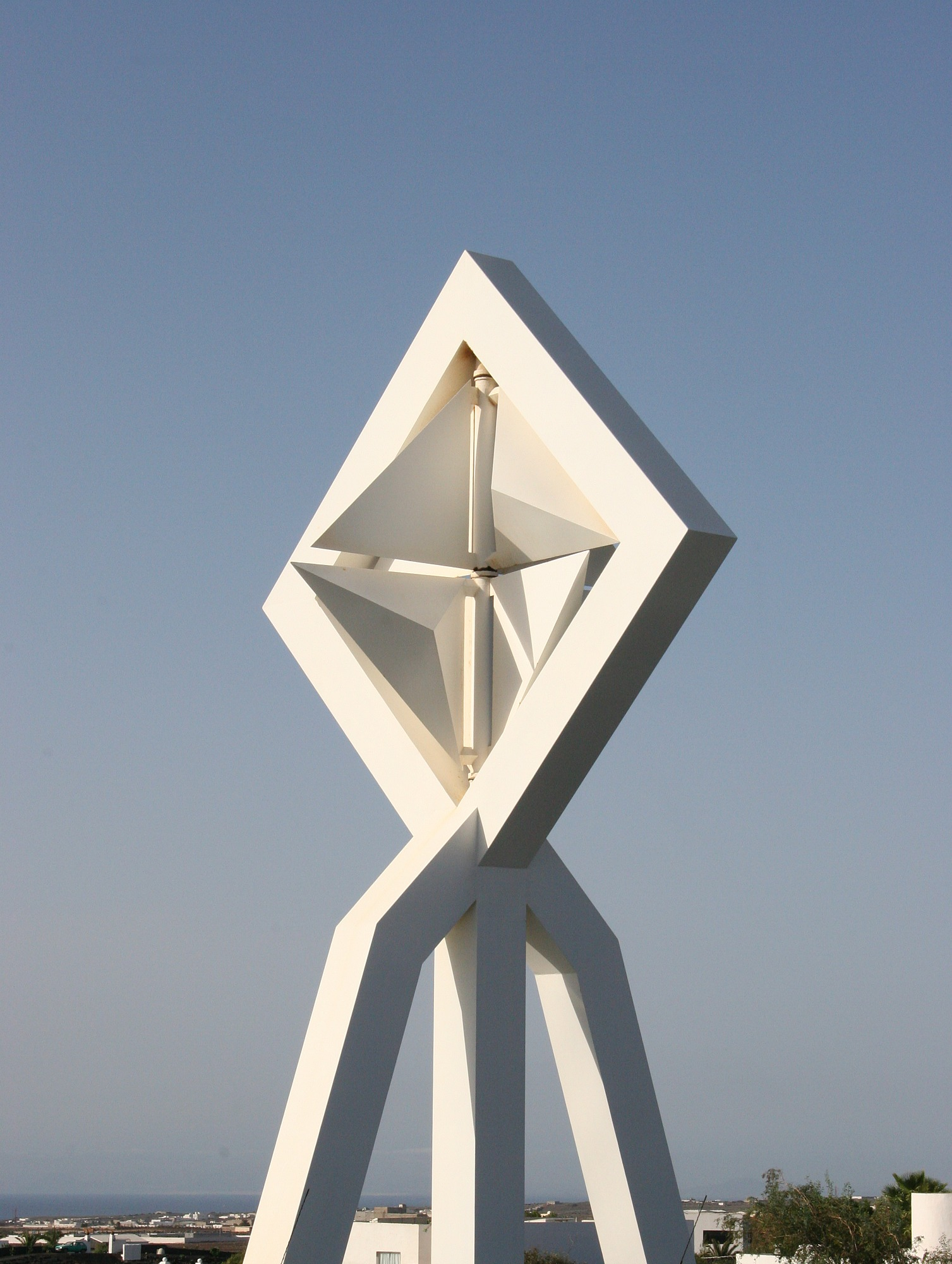
Molí de vent de César Manrique

Manrique va néixer a Arrecife, Lanzarote i va créixer a la zona de la llacuna de San Ginés. Va participar com a voluntari en la guerra civil espanyola en el bàndol franquista. Als 23 anys va participar en la seva primera exposició de pintura a Arrecife. Va assistir a la Universitat de La Laguna, però després es va desplaçar a la Escuela Superior de Bellas Artes de San Fernando de Madrid. Amb Nelson Rockefeller el 1964, visità Houston i Nova York en la galeria "Catherine Viviano" gallery.
Manrique va tenir una influència principal en les planificacions legals de Lanzarote, on va promocionar-ne el turisme respectuós amb el medi ambient i amb les tradicions de l'illa.
Manrique morí en un accident d'automòbil a Tahíche, Teguise, prop de la seva pròpia Fundació.

## Fundació César Manrique

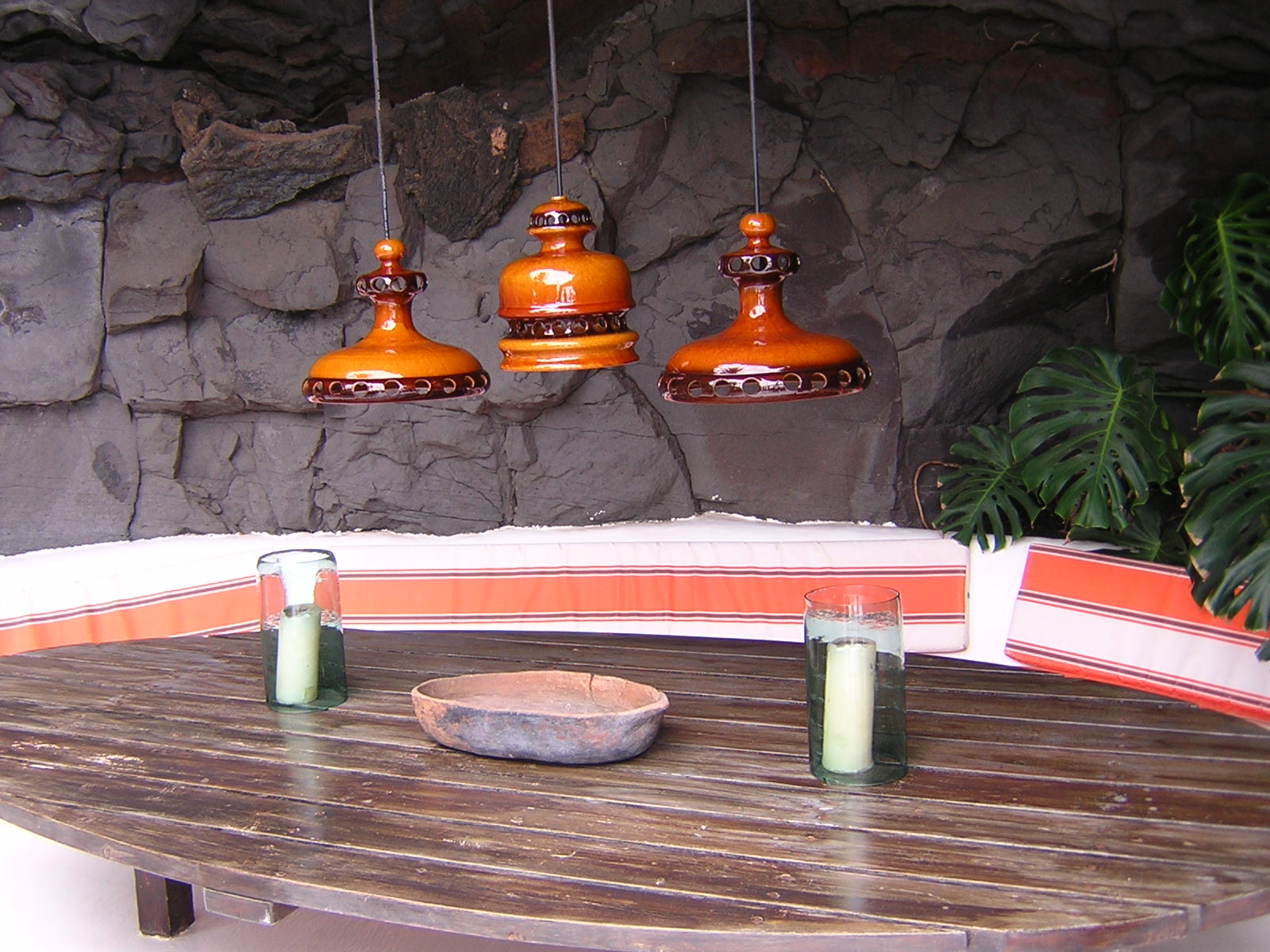
Un dels espais vius creats en la zona volcànica

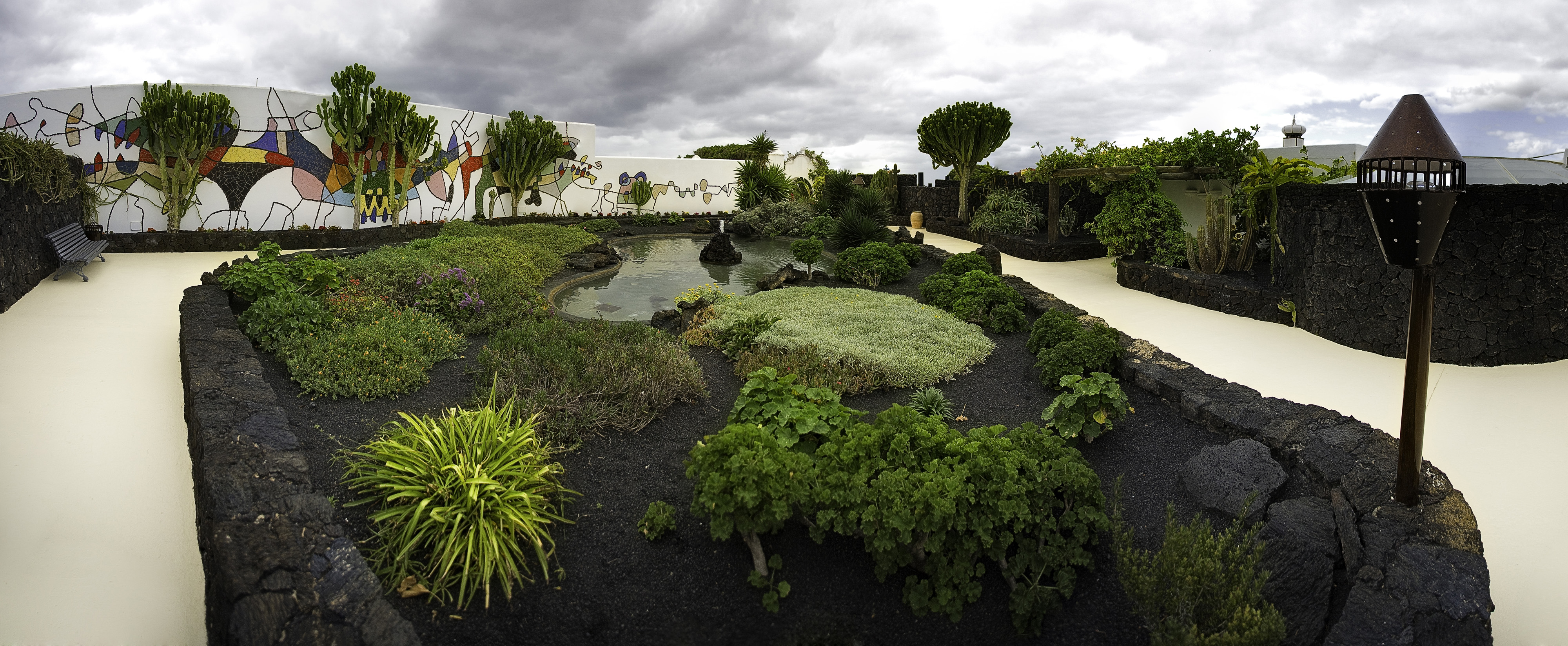
El Gran mural en la zona de fonts

La Fundació César Manrique es va fundar el 1982 pel mateix César Manrique i un grup d'amics, però no es va inaugurar oficialment fins al 1992 després de la mort de Manrique. La fundació té la seu a la casa de Manrique és una entitat sense ànim de lucre i també és una galeria d'art que també inclou obres de Pablo Picasso i Joan Miró. Una de les missions fonamentals de la Fundació és oposar-se a la construcció de grans edificis en la zona litoral i l'any 2010 va denunciar la construcció il·legal de 24 hotels a Lanzarote.

## Honors
- 1978 Premi Mundial per l'Ecologia i el turisme (Weltpreis für Ökologie und Tourismus) a Berlín, Alemanya
- 1982 Netherlands Laureate Van D'Abeod, Països Baixos
- 1986 Europa Nostra Prize Parlament Europeu
- 1989 Premi de les Arts, Govern canari
- 1989 Premi Fritz Schumacher de la Universitat de Hanover, Alemanya

## Obres
A Lanzarote
- Casa Museo del Campesino.

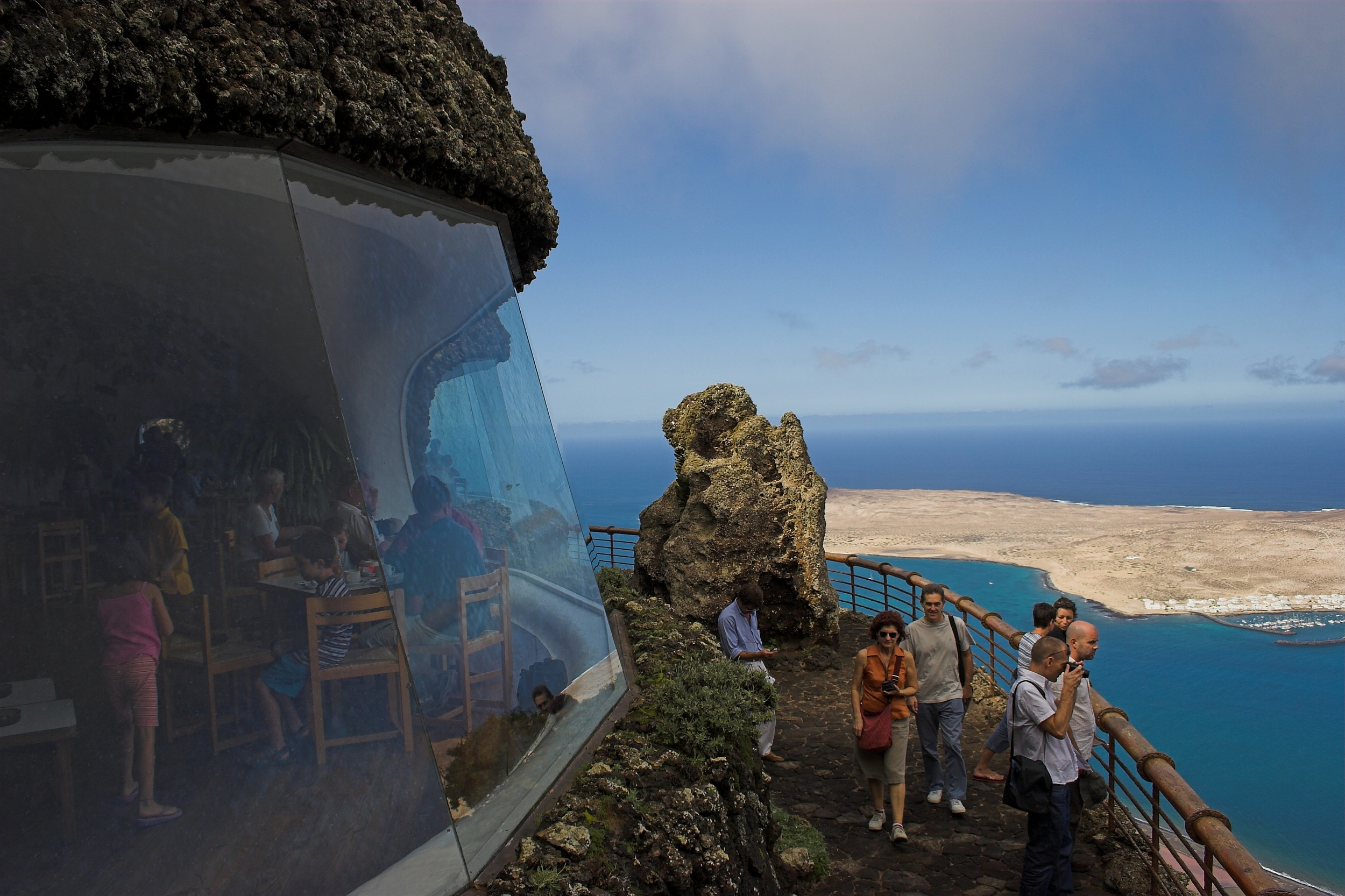
Mirador del Rio

- Casa Museo Monumento del Campesino.
- Mirador del Rio (fet el 1973).
- Jameos del Agua (lloc de concerts per a 600 persones dins una cova).
- Jardí de cactus (amb 1.100 varietats diferents de cactus, prop de la població de Guatiza).
- Taro de Tahíche (casa de Manrique prop de Teguise).
- Museo Internacional de Arte Contemporaneo (a Castillo de San José amb pintures de Miró, Millares, Mompó, Oscar Dominguez, Gerardo Rueda, Eusebio Sempérez, Augustín Cárdena i Manrique).
- El Almacén.

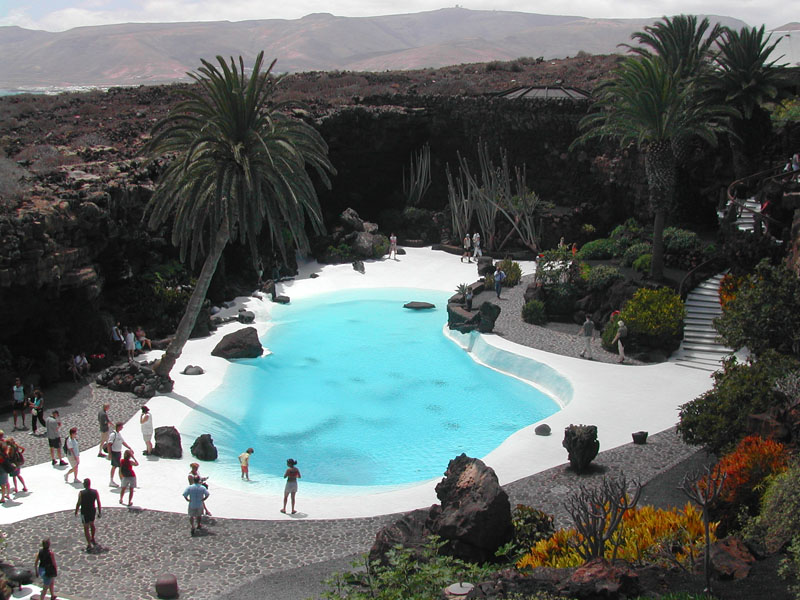
Jameos del Agua

- Jardí i piscines a l'hotel Las Salinas a Costa Teguise.
- El triunfador (escultura feta el 1990).
- Juguetes del viento (molí de vent fet el 1992 a Arrieta).
- El Diablo símbol del Parc nacional de Timanfaya.
- El Diablo Restaurant (fa servir la calor volcànica per a cuinar).

Fora de Lanzarote
- Lido Martiánez (1977, a Puerto de la Cruz, Tenerife).
- Playa Jardin (a Puerto de la Cruz, Tenerife).
- La Vaguada (1983).
- La Peña (1989, un restaurant i belvedere a El Hierro).
- Mirador del Palmarejo (1989, a La Gomera).
- Pavelló de Canàries (a l'expo 1992 de Sevilla).